# Battenberg cake

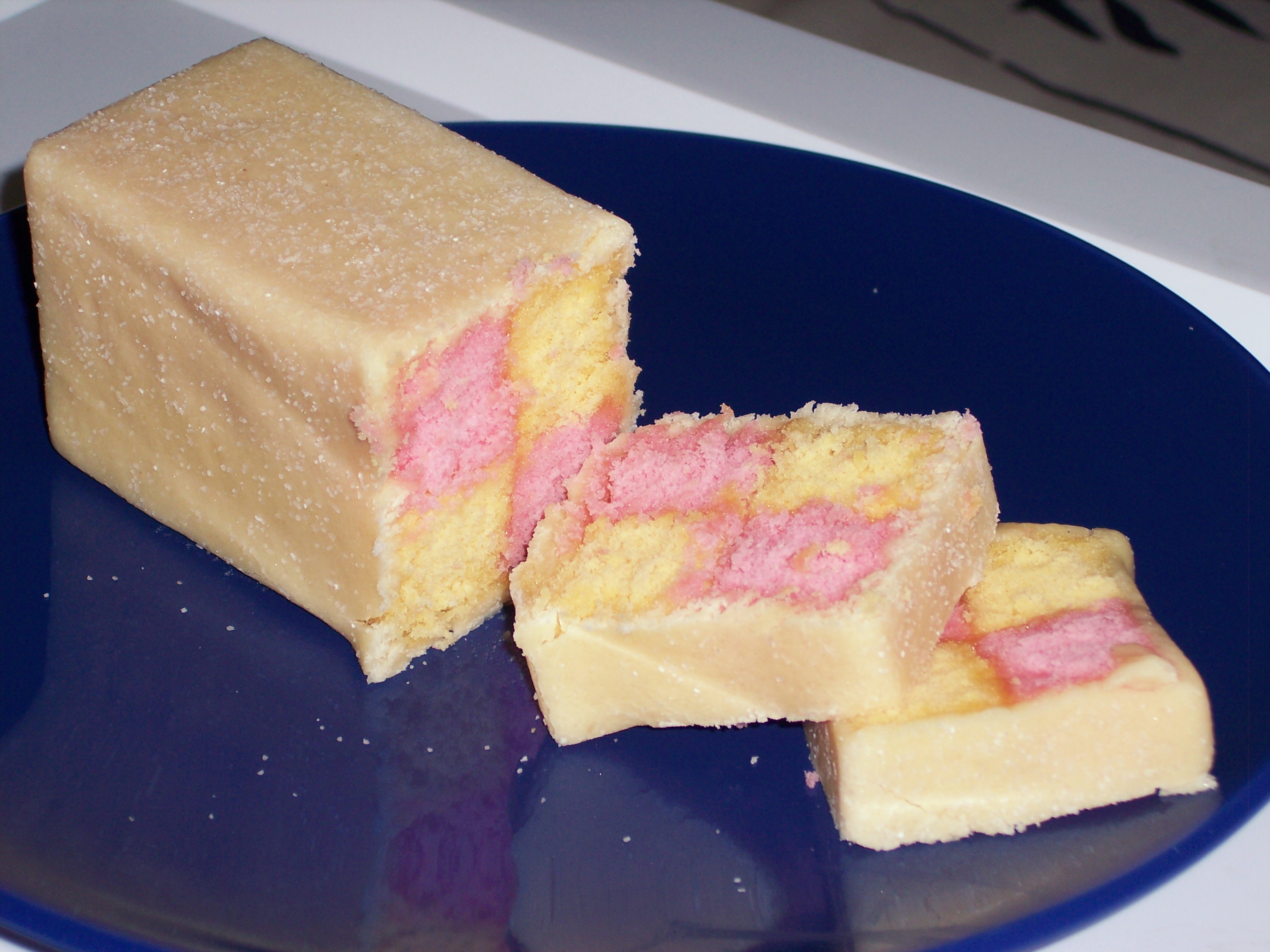
Battenberg cake.

Battenberg cake es un pastel de origen británico ligero y esponjoso de forma cuadrangular que se caracteriza porque al ser cortado en una sección transversal muestra un patrón distintivo de dos cuadrados de color rosado y amarillo con otros dos cuadrados encima con los colores alternados.
Según el lexicógrafo británico, John Ayto, «fue creado a finales del siglo XIX y se nombró así en honor del matrimonio de una nieta de la reina Victoria, la princesa Victoria de Hesse-Darmstadt, con el príncipe Luis de Battenberg en 1884». También se ha descrito que el nombre deriva de que cada uno de «los cuatro cuadrados representan a los cuatro príncipes de Battenberg: Luis, Alejandro, Enrique y Francisco José».
Se prepara tiñendo la mitad de la mezcla de la tarta de color rosado y la otra mitad de amarillo, después de que se hornean se corta cada pieza en dos cubos largos que se unen con mermelada de albaricoque para dar forma al pastel, para terminar se cubre con la misma mermelada y después con una pasta a base de mazapán. En Inglaterra se sirve comúnmente a la hora del té y también especialmente en las festividades de San Jorge.